# Alberto Gómez Franzutti
Alberto Gómez Franzutti (* 12. März 1950 in Rosario, Santa Fe), auch bekannt unter dem Spitznamen Hijitus, ist ein ehemaliger argentinischer Fußballspieler, der im Mittelfeld und im Angriff agierte.

## Laufbahn
Gómez begann seine Profikarriere 1968 bei seinem Heimatverein Rosario Central, mit dem er 1971 die argentinische Fußballmeisterschaft gewann.
Anfang 1972 wechselte er in die mexikanische Liga, wo er während eines Großteils der 1970er Jahre bei Cruz Azul unter Vertrag stand und gleich zu Beginn dreimal in Folge den Meistertitel mit den Cementeros gewann.
In der zweiten Hälfte der 1970er Jahre spielte Gómez auf Leihbasis zunächst für Atlético Potosino und anschließend für Coyotes Neza, bevor er in seine Heimat zurückkehrte. Dort beendete er seine aktive Laufbahn in Reihen des CA Platense.

## Erfolge
- Argentinischer Meister: 1971 (Torneo Nacional)
- Mexikanischer Meister: 1971/72, 1972/73, 1973/74
- Mexikanischer Supercup: 1974
- CONCACAF Champions Cup: 1971